# Гелена-Флетс (Монтана)
Гелена-Флетс (англ. Helena Flats) — переписна місцевість (CDP) в США, в окрузі Флетгед штату Монтана. Населення — 1206 осіб (2020).

## Географія
Гелена-Флетс розташована за координатами 48°16′49″ пн. ш. 114°14′13″ зх. д. / 48.28028° пн. ш. 114.23694° зх. д. (48.280277, -114.236856).  За даними Бюро перепису населення США в 2010 році переписна місцевість мала площу 22,34 км², з яких 21,76 км² — суходіл та 0,58 км² — водойми.

## Демографія
Згідно з переписом 2010 року, у переписній місцевості мешкали 1043 особи в 382 домогосподарствах у складі 299 родин. Густота населення становила 47 осіб/км².  Було 408 помешкань (18/км²).
Расовий склад населення:
| - 94,0 % — білих - 2,4 % — корінних американців - 0,3 % — азіатів - 0,1 % — чорних або афроамериканців |

До двох чи більше рас належало 3,0 %. Частка іспаномовних становила 2,0 % від усіх жителів.
За віковим діапазоном населення розподілялося таким чином: 26,7 % — особи молодші 18 років, 61,3 % — особи у віці 18—64 років, 12,0 % — особи у віці 65 років та старші. Медіана віку мешканця становила 40,6 року. На 100 осіб жіночої статі у переписній місцевості припадало 104,5 чоловіків;  на 100 жінок у віці від 18 років та старших — 101,6 чоловіків також старших 18 років.
Середній дохід на одне домашнє господарство  становив 70 377 доларів США (медіана — 50 313), а середній дохід на одну сім'ю — 72 646 доларів (медіана — 59 750). Медіана доходів становила 47 031 долар для чоловіків та 33 854 долари для жінок. За межею бідності перебувало 11,1 % осіб, у тому числі 17,0 % дітей у віці до 18 років та 5,9 % осіб у віці 65 років та старших.
Цивільне працевлаштоване населення становило 392 особи. Основні галузі зайнятості: освіта, охорона здоров'я та соціальна допомога — 18,1 %, роздрібна торгівля — 13,3 %, виробництво — 12,2 %.